# Vladimír Hirsch

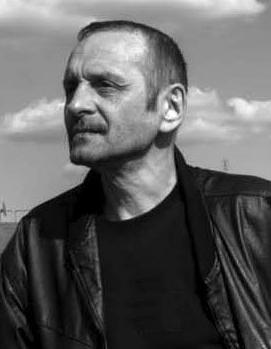
Komponist Vladimír Hirsch

Vladimír Hirsch (* 3. Juli 1954 in Benešov, Tschechien) ist ein tschechischer Musiker - Komponist und Instrumentalist (Tasteninstrumente). Er ist der Autor vom Konzept der sog. „integrierten“ Musikform, die moderne Klassik mit Dark-Ambient und Industrialmusik verbindet. Sein Kompositionsstil ist von der polymodalen Architektur und Experimentarbeit mit Ton gekennzeichnet, vor allem im Umfang mit der Digitaltechnik, um das Aktionspotential der Ausdrucksmittel erweitern zu können. Er ist oder war eine führende Persönlichkeit der tschechischen Avantgarde-Projekte Aghiatrias, Skrol, Subpop Squeeze, Zygote usw. Zwischen 1986 und 1995 war er Mitglied der experimentellen Post-Punk-Gruppe Der Marabu.

## Schaffenscharakteristik
Das Musikspektrum von Vladimír Hirsch enthält sowohl experimentelle Projekte als auch Kompositionen einer strengen kompositorischen Ordnung, in der Natur jedoch fast immer konzeptuell. Zu seinen wichtigsten Werken gehören „Symphonie Nr. 4“ mit dem Untertitel „Kreuzabnahme“ und die überarbeitete Live-Version namens „Graue Passion“, konzeptuelle Dark-Ambient - Industrial Alben „Underlying Scapes“ oder „Missa Armata“, „Invocationes“ und die große ingressive Komposition „Contemplatio per nexus“. Alle diese Aufnahmen repräsentieren weitgehend ausgearbeitete, authentische Expression allgegenwärtigen internen Wertkonflikts des Einzelwesens und auch Illustration seiner Konfrontation mit dem anthropozentrischen Modell der heutigen Gesellschaft. Dieses Thema durchdringt die meisten Werke des Komponisten. Sein Name ist für Fans der Industrial- und Post-Industrial-Szene ein Synonym für sehr intensive Musik, voller lebendiger und turbulenter Atmosphäre.

## Diskografie
- Synthetics / Themes - 1987 (reed.2013)
- Out Of Your Objects - 1991 (reed.2011)
- Der Marabu: Cruci-Fiction - 1994
- Concert industriel pour orgue - 1997 (reed.2007)
- Sense Geometry - 1998 (reed.2007)
- Casual Crime - 1998
- Skrol: Martyria - 1998, (10´´)
- Skrol: Heretical Antiphony - 1999
- Dreams Of Awakening - 1999
- Zygote: Geometrie nevědomí - 2000
- Skrol: Insomnia Dei - 2001
- Aghiatrias: Epidaemia Vanitatis - 2002
- Symphony no.2 & 3 - 2003
- Underlying Scapes - 2003 (reed.2009)
- Aghiatrias: Regions Of Limen - 2004
- Fragments, thèmes et images scéniques - 2005
- Skrol: Dances & Marches For The Orphan Age - 2005 (reed.2013)
- Aghiatrias: Ethos - 2006
- Epidemic Mind - 2007 (reed.2013)
- Symphony No.4 "Descent From The Cross" - 2008
- Tobruk - 2008
- Exorcisms - 2008
- Nonterra, CD, Ars Benevola Mater, 2008
- Les scènes ardentes - 2009
- Contemplatio per nexus - 2009
- Skrol: New Laws / New Orders - 2009
- Graue Passion - 2009
- The Assent to Paradoxon - 2010 (Sammlung von 8 Alben)
- Markéta, the daughter of Lazar - 2010
- Luminar Ax: Luminar Ax - 2011
- Endoanathymia - 2011
- Missa Armata . Invocationes - 2012
- Selected Organ & Piano Works - 2013
- The Sheep Barn Entertainment (Subpop Squeeze), 2013
- Axonal Transit, 2014
- Horae (Organ Concerto No.2), 2015
- Anacreontics (Subpop Squeeze), 2017[2], E-Klageto (division of PsychKG), CD, 2017
- Scripta Soli, 2017